# Lázár Vilmos (mezőgazdász)
Lázár Vilmos, írói álnevein: Rátz Kálmán, Botos Vince (Kaposvár, 1895. szeptember 4. – Budapest, 1972. július 26.) mezőgazdász, egyetemi tanár, a mezőgazdasági tudományok doktora (1957).

## Élete

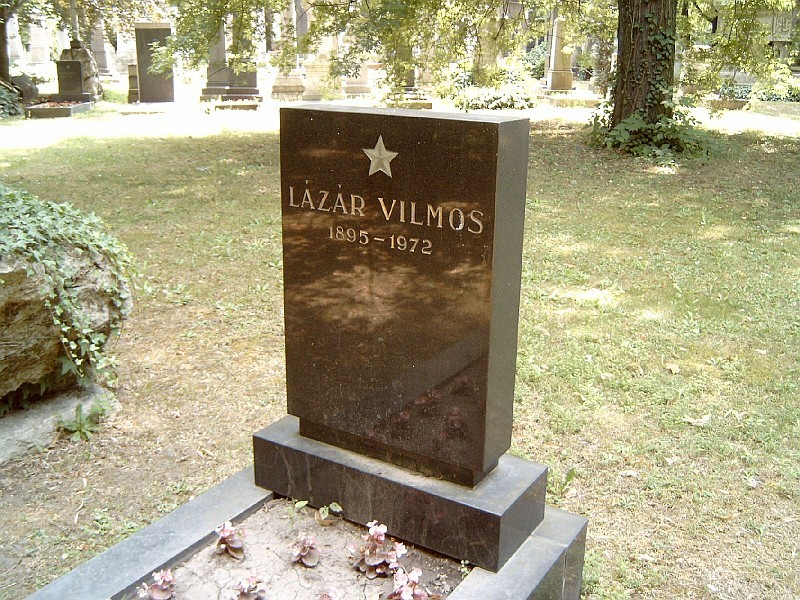
Lázár Vilmos sírja Budapesten. Kerepesi temető: 34/2-1-21.

Lázár Benő gazda és Roth Hermina gyermekeként izraelita vallású családban született. A berlini mezőgazdasági főiskolán szerezte diplomáját 1915-ben. 1915-ben Budapesten házasságot kötött Farkas Farkas és Neumann Irma leányával, Ilonával. 1911-től a Galilei Kör, 1919 februárjától a KMP tagja volt. A Földművelésügyi Népbiztosság munkatársa volt a Magyarországi Tanácsköztársaság idején, majd annak bukását követően emigrációban élt Csehszlovákiában, Németországban és Dániában 1920 és 1923 között.
1923-ban tért haza, s bekapcsolódott a munkásmozgalomba. Az 1930-as években számos cikket írt a Gondolat, a Korunk, a Szocializmus, a Világirodalmi Szemle, a Népszava és más lapokba. 1933-ban a Korunk, 1936-ban a Világkép című folyóirat, 1936-tól 1938-ig a Világkép Könyvtár szerkesztője volt. A második világháború alatt az ellenállási mozgalomban is részt vett. 1942-ben jelentette meg pártutasításra Bolsevik Párt történetének egy részét, Botos Vince álnéven, némi átfogalmazással. A fasiszták 1944 novemberében elfogták, majd Sopronkőhidára vitték.
1945 után a mezőgazdaság irányításában fontos szerepe volt. 1961-től 1969-es nyugállományba vonulásáig tanított a gödöllői Agrártudományi Egyetemen, valamint igazgatója volt a Mezőgazdasági Mérnöktovábbképző Intézetnek.

## Főbb munkái
- Harc a nyersanyagért (Budapest, 1937)
- Mongólia a Távolkelet ütköző állama (Rácz Kálmán álnéven, Budapest, 1938)
- Mit adott a szovjet hatalom a parasztoknak? (Budapest, 1951)
- Cserháti Sándor (Budapest, 1954)
- Egy emlékirat lapjaiból (összeállította Kőrösi József, bev. Vitányi Iván, Budapest, 1976)
- Szerkesztette a Termelőszövetkezettörténeti tanulmányok I. kötetét (Budapest, 1972)